# Ftalonitril
Ftalonitrilul (Benzen-1,2-dicarbonitril) este un compus organic cu formula chimică C6H4(CN)2. Este un derivat al benzenului care conține două grupe nitril adiacente. La temperatura camerei este un solid cristalin albicios.

## Obținere
Ftalonitrilul este produs industrial într-un proces continuu într-o singură etapă, prin reacția de amonoxidare a o-xilenului la 480 °C. Reacția este catalizată de oxid de vanadiu-oxid de stibiu într-un reactor cu pat fluidizat.

## Proprietăți
Ftalonitrilul este precursorul pigmenților din categoria ftalocianinelor. Acești pigmenți sunt generați prin reacția ftalonitrilului cu diverși precursori metalici. Reacția se realizează într-un anumit solvent la o temperatură de aproximativ 180 °C.
Amonoliza ftalonitrilului conduce la diiminoizoindolină. 